# ژیمناستیک در المپیک تابستانی ۱۹۲۴
ژیمناستیک در بازی‌های المپیک تابستانی ۱۹۲۴ نام رویداد ورزش ژیمناستیک در بازی‌های المپیک تابستانی بود که در سال ۱۹۲۴ برگزار شد.

## مدال‌آوران
| رویداد               | طلا | نقره | برنز |
| تمامی اسباب، انفرادی | لئون اشتوکی · یوگسلاوی | رابرت پراژاک · چکسلواکی | بدریچ شوپچیک · چکسلواکی                                                                                                  |
| تمامی اسباب، تیمی    | ایتالیا (ITA) · لوئیجی کامبیاسو · ماریو لرتورا · ویتوریو لوکتی · لوئیجی مایوکو · فردیناندو ماندرینی · فرانچسکو مارتینو · جوزپه پاریس · جورجو زامپوری | فرانسه (FRA) · اوژن کوردونیه · لئون دلسارت · فرانسوا گانگلوف · ژان گونو · آرتور ارمان · آلفونس ایژلان · ژوزف اوبر · آلبر سگن | سوئیس (SUI) · هانس گریدر · آوگوست گوتینگر · ژان گوت‌ونیگر · جرج میز · اوتو فیستر · آنتوان ربتز · کارل ویدمر · یوزف ویلهلم |
| بارفیکس              | لئون اشتوکی · یوگسلاوی | ژان گوت‌ونیگر · سوئیس | آلفونس ایژلان · فرانسه                                                                                                   |
| میله پارالل          | آوگوست گوتینگر · سوئیس | رابرت پراژاک · چکسلواکی | جورجو زامپوری · ایتالیا                                                                                                  |
| خرک حلقه             | یوزف ویلهلم · سوئیس | ژان گوت‌ونیگر · سوئیس | آنتوان ربتز · سوئیس |
| دارحلقه              | فرانچسکو مارتینو · ایتالیا | رابرت پراژاک · چکسلواکی | لادیسلاو واچا · چکسلواکی                                                                                                 |
| طناب‌نوردی            | بدریچ شوپچیک · چکسلواکی | آلبر سگن · فرانسه | لادیسلاو واچا · چکسلواکی · آوگوست گوتینگر · سوئیس                                                                        |
| پرش از خرک حلقه      | آلبر سگن · فرانسه | ژان گونو · فرانسه · فرانسوا گانگلوف · فرانسه                                                                                 | جایزه داده نشد |
| پرش از خرک           | فرانک کریتس · ایالات متحده آمریکا | یان کونتی · چکسلواکی | بوهومیل موژکوفسکی · چکسلواکی                                                                                             |

## جدول مدال‌ها
| رتبه  | کشور                      | طلا | نقره | برنز | مجموع |
| ۱     | سوئیس (SUI)               | ۲   | ۲    | ۳    | ۷     |
| ۲     | ایتالیا (ITA)             | ۲   | ۰    | ۱    | ۳     |
| ۳     | یوگسلاوی (YUG)            | ۲   | ۰    | ۰    | ۲     |
| ۴     | چکسلواکی (TCH)            | ۱   | ۴    | ۴    | ۹     |
| ۵     | فرانسه (FRA)              | ۱   | ۴    | ۱    | ۶     |
| ۶     | ایالات متحده آمریکا (USA) | ۱   | ۰    | ۰    | ۱     |
| مجموع | مجموع                     | ۹   | ۱۰   | ۹    | ۲۸    |

## کشورهای شرکت کننده
۷۲ ورزشکار از ۹ کشور به رقابت با یک دیگر پرداختند.
- چکسلواکی (۸)
- فنلاند (۸)
- فرانسه (۸)
- بریتانیای کبیر (۸)
- ایتالیا (۸)
- لوکزامبورگ (۸)
- سوئیس (۸)
- ایالات متحده آمریکا (۸)
- یوگسلاوی (۸)